# Forslunds varv

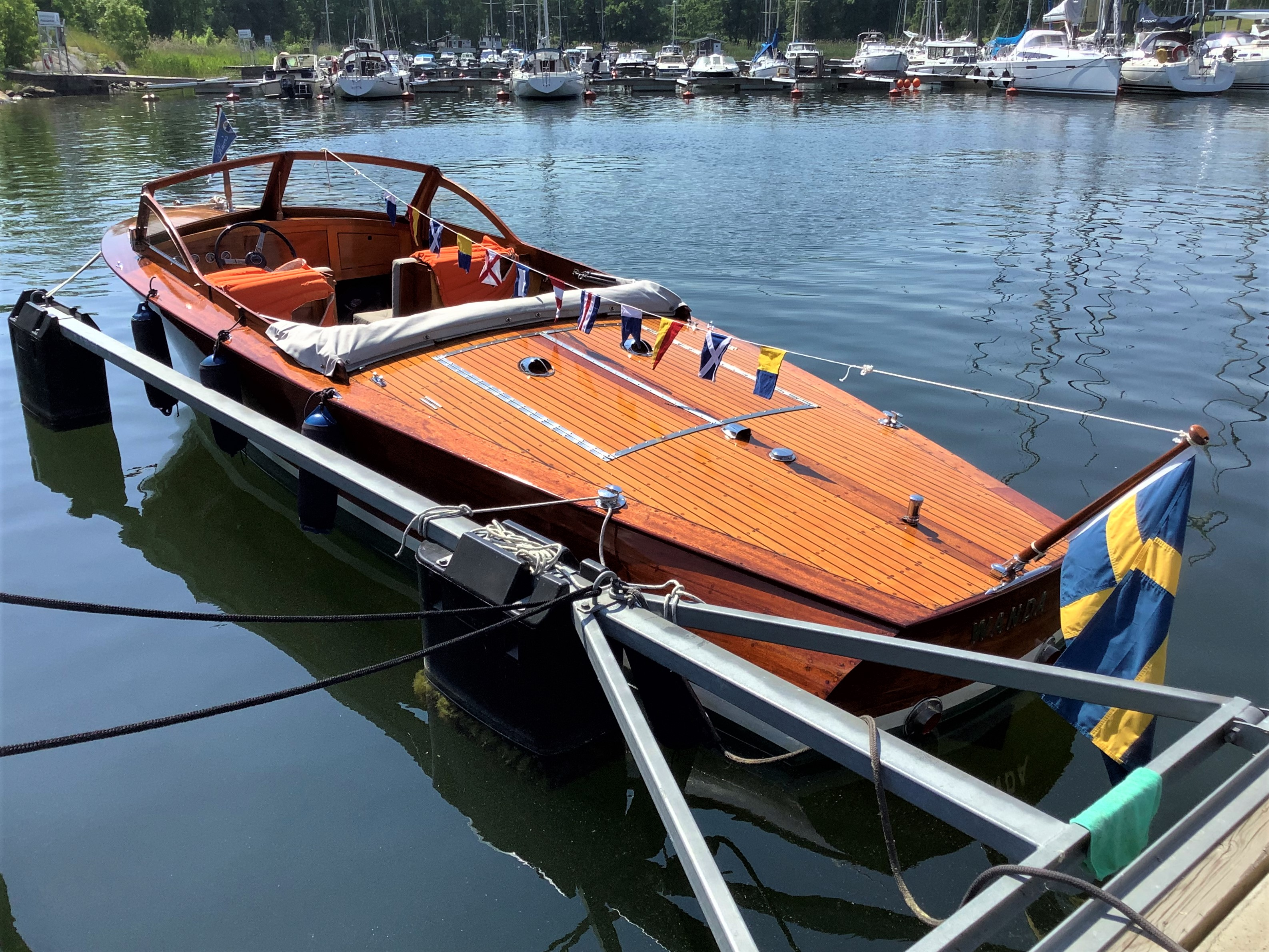
Essbåten Wanda från 1937 i Gustavsbergs hamn, 2021

Forslunds varv var ett småbåtsvarv i Marieberg i Stockholm.
Gideon Forslund började bygga snabbgående motorbåtar vid Rålambshovsparken på Kungsholmen i Stockholm 1915. Omkring 1918 startade han Forslunds varv vid den gamla Lilla Essingebrons landfäste i Marieberg. Han byggde där först de så kallade strykjärnsracerna med långt fördäck och med maskinen i förskeppet, och senare passbåtar av typerna Essbåten och Essungen samt ruffbåtar som Esskryssaren och Stora Esskryssaren fram till utbrottet av andra världskriget 1939. Under andra världskriget låg verksamheten i Marieberg nere, medan Forslund fortsatte båtbyggande i mindre skala i lokaler i Uppveda i Vätö socken utanför Norrtälje.
Ett år efter andra världskrigets slut, 1946, återupptogs båttillverkningen i Marieberg av Gideon Forslunds son, ingenjören och båtkonstruktören Ove Forslund (född 1927). Bland annat tillverkades Essbåtar fram till 1959. Då lades varvet i Marieberg ned och Ove Forslund flyttade verksamheten till Äppelviken.